# Туркменский залив
Туркменский залив (туркм. Türkmen aýlagy) — обширный незамерзающий залив в восточной части Каспийского моря, формирующий часть береговой линии Туркменистана.
В западной части Туркменского залива расположен порт Аладжа.
С севера на юг тянется на 80-90 км, с запада на восток около 80 км. Общая площадь акватории достигает порядка 1600 км². На севере ограничен полуостровом Челекен от залива Туркменбашы, на западе от Каспийского моря его отделяет песчаный остров Огурчинский. С Каспийским морем соединяется на юге, а также на западе через Челекено-Огурчинский пролив. Береговая линия в восточной части залива изрезана, подвержена сезонным, годовым и вековым колебаниям, привязанным к колебаниям уровня Каспийского моря. Здесь имеется множество мелких заливов (Эргиджен, Неджимгули, Немедджар, Кхокел, Каратау, Узынада, Тоутли) и один более крупный — Аджаада. Во время их усыхания в вершинах заливов образуются обширные солончаковые урочища. В северной части Туркменского залива выделяется Южный Челекенский залив, отгороженный от Каспийского моря на западе песчаной косой Дервиш. Преобладающие глубины Туркменского залива на востоке 3—4 метра, к центру постепенно понижается до 9—11 м. Вода в Туркменском заливе более солёная, чем в Каспии в среднем, так как в него не впадает ни одной реки. Используется для судоходства. Течения против часовой стрелки.